# ارزش حقیقی در برابر ارزش اسمی (اقتصاد)
ارزش حقیقی در برابر ارزش اسمی (انگلیسی: Real versus nominal value)، در علم اقتصاد، ارزش اسمی در قالب پولی و ارزش حقیقی به وسیله کالاها و خدمات اندازه‌گیری می‌شود. ارزش حقیقی؛ مقداری است که از بابت تورم تعدیل شده‌است و نقش تورم در آن حذف شده‌است و مقایسه را گویی که قیمت‌ها به‌طور متوسط تغییری نکرده‌اند آسان می‌کند. در مقابل ارزش اسمی مقداری است که حداقل تأثیرات تورم را منعکس می‌کند.

## سبدهای کالا، شاخص‌های قیمت و تورم
سبد کالا نمونه ای از کالاهایی است که برای نشان دادن مجموع کالاها در سرتاسر اقتصادی که این کالاها به آن تعلق دارند، برای هدف مقایسه در زمان‌ها ی (یا مکان‌ها) مختلف استفاده می‌شود.
در یک برهه از زمان، سبد کالا متشکل از فهرستی از کالاها است و هر کالای موجود در این فهرست دارای قیمت بازار و مقدار مشخصی است. ارزش بازار کالاها برابر با حاصلضرب قیمت بازار در تعداد مربوطه در آن زمان است. ارزش اسمی سبد کالا در هر زمان برابر با مجموع ارزش بازار سبد کالا است که به قیمت بازار و تعداد هر کالا که در آن زمان در سبد موجود است بستگی دارد.
شاخص قیمت، قیمت نسبی سبد کالا است. شاخص قیمت را می‌توان در طول زمان، یا در مکان‌ها یا بازارهای مختلف اندازه‌گیری کرد. اگر این کار به تدریج و به مرور زمان انجام شود، مجموعه ای از مقادیر {\displaystyle P_{t}}  در طول زمان {\displaystyle t} به دست می‌آید.
یک سری زمانی شاخص قیمت نسبت به یک تاریخ پایه یا مرجع محاسبه می‌شود .
{\displaystyle P_{0}} مقدار شاخص در تاریخ پایه است. برای نمونه، اگر تاریخ پایه پایان سال ۱۹۹۲ باشد . {\displaystyle P_{0}} مقدار شاخص در پایان سال ۱۹۹۲ می‌باشد. شاخص قیمت عموماً در تاریخ پایه با عدد معیار ۱۰۰ نرمال سازی و شروع می‌شود؛ بنابراین {\displaystyle P_{0}} روی عدد ۱۰۰ تنظیم می‌شود.
طول زمان بین هر مقدار {\displaystyle t} و مقدار بعدی، به‌طور معمول یک فاصله زمانی مانند یک سال تقویمی منظم ثابت است.{\displaystyle P_{t}} مقدار شاخص قیمت در زمان {\displaystyle t}  پس از تاریخ پایه است.{\displaystyle P_{t}} برابر با حاصلضرب عدد ۱۰۰ در ارزش سبد کالا در زمان {\displaystyle t} ، تقسیم بر ارزش سبد کالا در تاریخ پایه است.
اگر قیمت سبد کالا طی دوره اول پس از تاریخ پایه یک درصد افزایش داشته باشد، پس P1 = ۱۰۱ است.
نرخ تورم {\displaystyle i_{t}}  بین زمان {\displaystyle t-1} و زمان {\displaystyle t} برابر است با تغییرات شاخص قیمت تقسیم بر مقدارشاخص قیمت در زمان  {\displaystyle t-1} که برحسب درصد بیان می‌شود.
{\displaystyle i_{t}={\frac {P_{t}-P_{t-1}}{P_{t-1}}}}
{\displaystyle ={\frac {P_{t}}{P_{t-1}}}-1}

## ارزش حقیقی

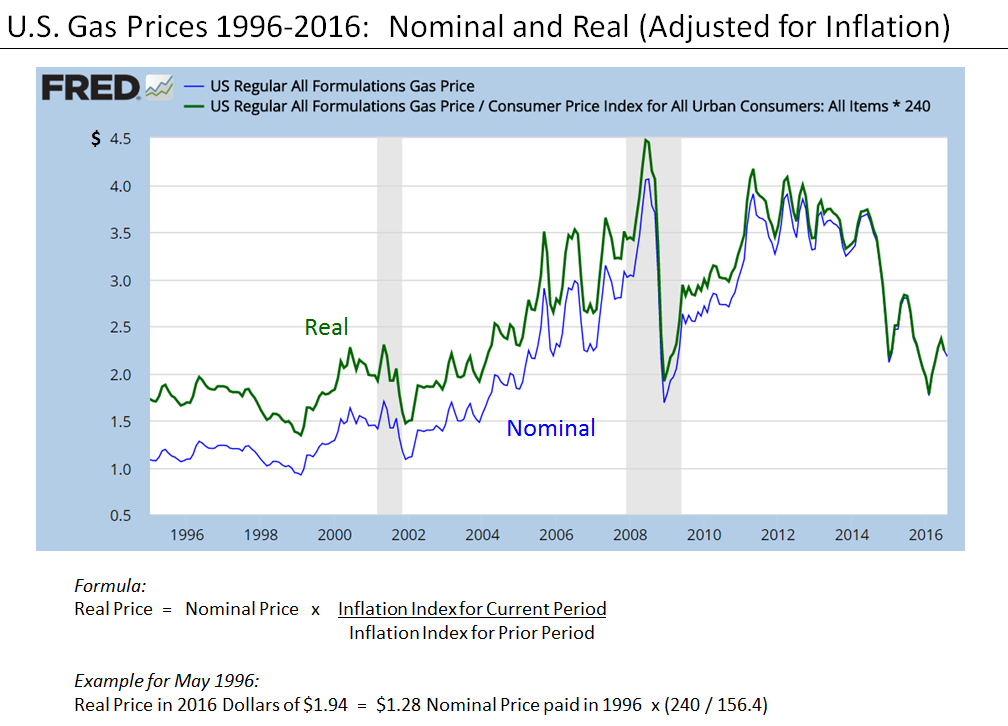
مقایسه قیمت واقعی و اسمی گاز ۱۹۹۶ تا ۲۰۱۶، همراه با فرمول تبدیل. در اینجا سال پایه ۲۰۱۶ است.

ارزش اسمی سبد کالا به مرور زمان تغییر می‌کند. در مقابل، ارزش حقیقی سبد کالا به‌طور کلی با گذشت زمان ثابت می‌ماند. ارزش حقیقی کالاهای خاص یا اساسی ممکن است به صورت نسبی در برابر یکدیگر افزایش یا کاهش یابد، اما در یک سبد کالای نمونه در کل ارزش حقیقی خود را به صورت ثابت از یک دوره به دوره دیگر حفظ می‌کند.
ارزشهای حقیقی را می‌توان به دلار سال ۱۹۹۲ به عنوان سال پایه و سطح قیمت‌های آن سال (قیمت‌های ثابت) اندازه‌گیری کرد.
شاخث قیمت بابت تعدیل ارزش اسمی مقدار مشخصی، مانند دستمزد یا تولید کل به کار می‌رود تا ارزش حقیقی آنها به دست آید. ارزش حقیقی، مقداری است که قیمت کالاها را در قالب قدرت خرید در سال پایه بیان می‌کند.
شاخص قیمت تقسیم بر ارزش سال پایه آن {\displaystyle P_{t}/P_{0}} ، ضریب رشد شاخص قیمت را نشان می‌دهد.
ارزش حقیقی را می‌توان از طریق تقسیم ارزش اسمی بر ضریب رشد شاخص قیمت به دست آورد. ارزش حقیقی در زمان t نسبت به سال پایه با استفاده از ضریب رشد شاخص قیمت به عنوان مقسوم علیه برای تبدیل ارزش اسمی به ارزش حقیقی برابر است با:
{\displaystyle {\frac {P_{0}\cdot Q_{t}}{P_{t}}}}

## نرخ حقیقی رشد
نرخ رشد حقیقی {\displaystyle r_{t}} تغییر در مقدار اسمی {\displaystyle Q_{t}} در شرایط واقعی از تاریخ قبلی {\displaystyle t-1} است. این نرخ از چگونگی تغییر قدرت خرید این مقدار در یک دوره زمانی را اندازه‌گیری می‌کند.
{\displaystyle r_{t}={\frac {P_{0}\cdot Q_{t}}{P_{t}}}/{\frac {P_{0}\cdot Q_{t-1}}{P_{t-1}}}-1}
{\displaystyle ={\frac {P_{t-1}\cdot Q_{t}}{P_{t}\cdot Q_{t-1}}}-1}
{\displaystyle ={\frac {Q_{t}}{Q_{t-1}}}/{\frac {P_{t}}{P_{t-1}}}-1}
{\displaystyle ={\frac {1+g_{t}}{1+i_{t}}}-1}
که در آن {\displaystyle g_{t}}  نرخ رشد اسمی {\displaystyle Q_{t}}, و {\displaystyle i_{t}} نرخ تورم است.
{\displaystyle 1+r_{t}={\frac {1+g_{t}}{1+i_{t}}}}
برای مقادیر {\displaystyle i_{t}} بین − ۱ و ۱ (یعنی %۱۰۰ ±))، ما سری تیلور را داریم.
{\displaystyle (1+i_{t})^{-1}=1-i_{t}+i_{t}^{2}-i_{t}^{3}+...}
بنابراین
{\displaystyle 1+r_{t}=(1+g_{t})(1-i_{t}+i_{t}^{2}-i_{t}^{3}+...)}
از این رو به عنوان یک تقریب مرتبه اول (یعنی خطی)،
{\displaystyle r_{t}=g_{t}-i_{t}}